# Arroyo Pelado (Arroyo Tres Cruces Grande)
Der Arroyo Pelado ist ein Fluss im Norden Uruguays.
Er entspringt auf dem Gebiet des Departamento Artigas einige Kilometer südwestlich der Tres Cerros del Catalán und westlich der Quelle des Arroyo Tres Cruces Grande. Von dort fließt er in nordwestliche Richtung. Er unterquert die Ruta 4 am Paso Pelado und fließt durch die Cuchilla Tres Cruces, wo er einige Kilometer westsüdwestlich von Javier de Viana von der Ruta 30 gekreuzt wird. Südsüdwestlich von Bernabé Rivera mündet er schließlich als linksseitiger Nebenfluss in den Arroyo Tres Cruces Grande.